# Liste der Biografien/Tei
Liste der Biografien |
Portal Biografien |
Personensuche
# |
A |
B |
C |
D |
E |
F |
G |
H |
I |
J |
K |
L |
M |
N |
O |
P |
Q |
R |
S |
T |
U |
V |
W |
X |
Y |
Z |
?
 
Ta |
Tc |
Te |
Tf |
Tg |
Th |
Ti |
Tj |
Tk |
Tl |
Tm |
To |
Tq |
Tr |
Ts |
Tu |
Tv |
Tw |
Tx |
Ty |
Tz
 
Tea |
Teb |
Tec |
Ted |
Tee |
Tef |
Teg |
Teh |
Tei |
Tej |
Tek |
Tel |
Tem |
Ten |
Teo |
Tep |
Teq |
Ter |
Tes |
Tet |
Teu |
Tev |
Tew |
Tex |
Tey |
Tez
Die Liste der Biografien führt alle Personen auf, die in der deutschsprachigen Wikipedia einen Artikel haben. Dieses ist eine Teilliste mit 286 Einträgen von Personen, deren Namen mit den Buchstaben „Tei“ beginnt.

## Tei
- Tei Shi (* 1990), argentinische Sängerin

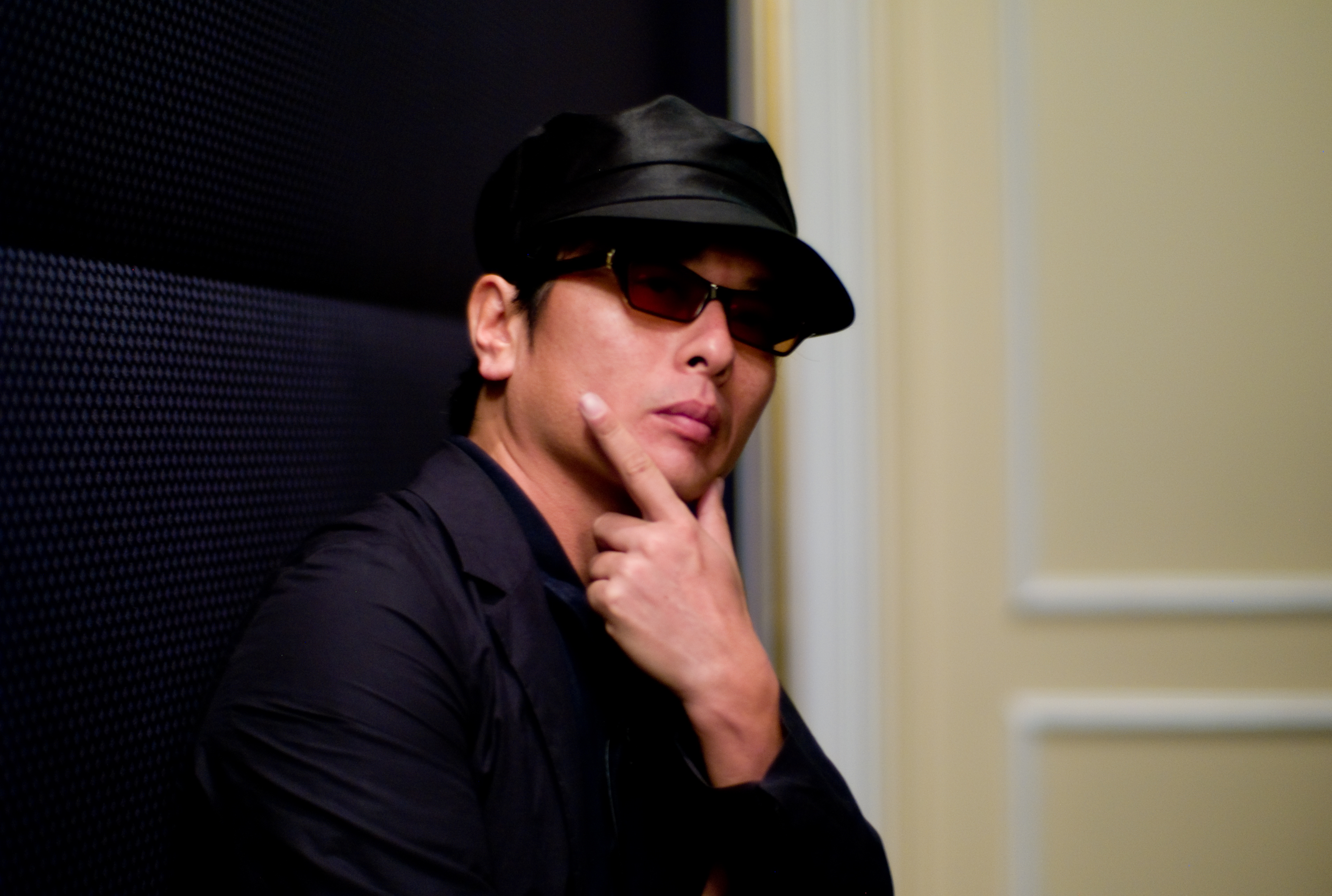
Towa Tei (* 1964)

- Tei, Towa (* 1964), japanischer DJTowa Tei (* 1964)

### Teib
- Teiber, Barbara (* 1977), österreichische Politikerin (SPÖ), Landtagsabgeordnete und Gemeinderätin
- Teibert, Russell (* 1992), kanadischer Fußballspieler
- Teibler, Carl (1821–1895), österreichischer Porträt- und Historienmaler
- Teibler, Georg (1854–1911), österreichischer Bildnis-, Genre- und Historienmaler

### Teic
- Teich, Artur (1890–1960), deutscher Politiker (SPD), MdL
- Teich, Christian (* 1984), deutscher Orientierungsläufer und Leichtathlet
- Teich, Curt (1877–1974), deutsch-amerikanischer Drucker und Erfinder
- Teich, Dieter (1934–1953), deutscher Arbeiter, Opfer der DDR-Diktatur
- Teich, Gerhard (1912–1986), Soziologe, SS-Hauptsturmführer
- Teich, Hans-Joachim (1953–2025), deutscher Fußballspieler
- Teich, Johannes (1904–1975), deutscher Politiker (KPD)
- Teich, Martin (1911–2004), deutscher Fernsehmeteorologe
- Teich, Nelson (* 1957), brasilianischer Onkologe und Gesundheitsminister
- Teich, Otto (1866–1935), deutscher Komponist und Musikverleger
- Teich, Tobias (* 1984), deutscher Politiker (AfD)
- Teich, Volker (1951–2024), deutscher evangelischer Pfarrer und Dekan
- Teich, Werner (1932–2010), deutscher Erfinder der Drehstromtechnik für Lokomotiven
- Teichelmann, Christian Gottlieb (1807–1888), deutscher Missionar und Sprachforscher
- Teichelmann, Ebenezer (1859–1938), Arzt, Bergsteiger und Fotograf in Neuseeland
- Teicher, Lou (1924–2008), US-amerikanischer Pianist
- Teicher, Mina (* 1950), israelische Mathematikerin
- Teicher, Peter (* 1944), deutscher Wasserballspieler
- Teicher, Yves (1962–2022), belgischer Geiger
- Teichert, Carl (1830–1871), deutscher Töpfer, Ofen- und Porzellanfabrikant
- Teichert, Curt (1905–1996), deutsch-US-amerikanischer Paläontologe und Geologe
- Teichert, Daniel Friedrich Gottlob (1796–1853), preußischer Offizier und Abgeordneter der Deutschen Nationalversammlung
- Teichert, Dieter (* 1958), deutscher Philosoph und Hochschullehrer
- Teichert, Ernst (1832–1886), deutscher Töpfer, Ofen- und Porzellanfabrikant
- Teichert, Friedrich (1887–1950), deutscher Pädagoge und Politiker (parteilos)
- Teichert, Heinz (* 1939), deutscher Fußballschiedsrichter
- Teichert, Klaus (* 1954), deutscher Politiker (SPD), Staatssekretär in Berlin
- Teichert, Markus (* 1970), deutscher Tischtennisspieler
- Teichert, Matthias (* 1976), deutscher Skandinavist
- Teichert, Nikolaus (* 1958), deutscher Pokerspieler
- Teichert, Steffen (* 1964), deutscher Physiker, Wissenschaftsmanager und politischer Beamter
- Teichert, Thorsten (* 1963), deutscher Ökonom und Hochschullehrer (Universität Hamburg)
- Teichert, Ute (* 1962), deutsche Medizinerin und Fachärztin für Öffentliches Gesundheitswesen
- Teichgräber, Heinrich Wilhelm (1809–1848), deutscher Lithograf und Künstler
- Teichgräber, Niklas (* 1996), deutscher Fußballspieler
- Teichgräber, Otto, deutscher Fußballspieler
- Teichgräber, Richard (1884–1945), deutscher Gewerkschafter und Widerstandskämpfer gegen das NS-Regime
- Teichgraeber, Jörg (* 1974), deutscher Puppenspieler, Figurenbauer, Synchronsprecher und SchauspielerJörg Teichgraeber (* 1974)

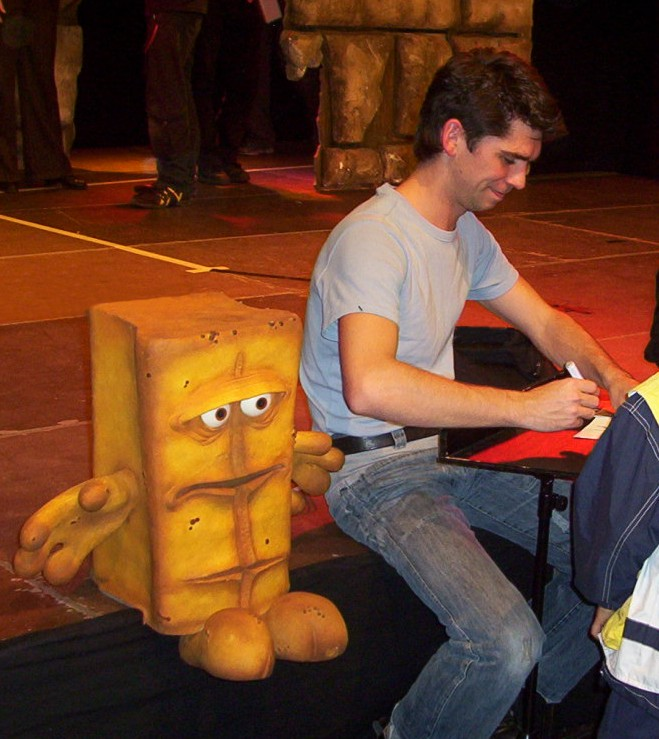
Jörg Teichgraeber (* 1974)

- Teichlein, Anton (1820–1879), deutscher Maler
- Teichler, Christopher (* 1977), US-amerikanischer Komponist und Musikpädagoge
- Teichler, Hans Joachim (* 1946), deutscher Sportwissenschaftler und Sporthistoriker
- Teichler, Ulrich (* 1942), deutscher Hochschulforscher
- Teichman und Logischen, Arved von (1829–1898), königlich-preußischer Generalleutnant
- Teichman und Logischen, Cornelia von (* 1947), deutsche Politikerin (FDP), MdB
- Teichman, Jakob (1915–2001), schweizerischer Rabbiner ungarischer Herkunft
- Teichmanis, Susanne (* 1968), deutsche evangelische Kirchenjuristin
- Teichmann, Albert (1844–1912), deutscher Rechtswissenschaftler
- Teichmann, Alexander T. (* 1952), deutscher Gynäkologe und Geburtshelfer
- Teichmann, Alfred (1902–1971), deutscher Bauingenieur
- Teichmann, Alfred (1903–1980), deutscher Landschaftsmaler
- Teichmann, Andreas (* 1970), deutscher Fotograf
- Teichmann, Arndt (* 1934), deutscher Rechtswissenschaftler und Hochschullehrer
- Teichmann, Axel (* 1979), deutscher SkilangläuferAxel Teichmann (* 1979)

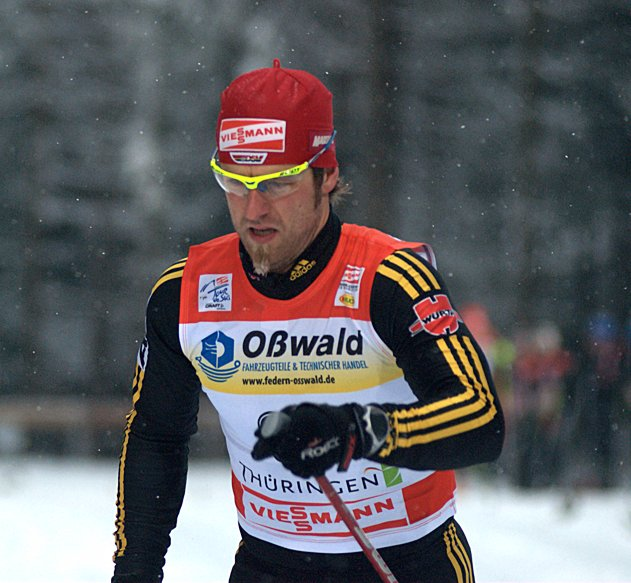
Axel Teichmann (* 1979)

- Teichmann, Bodo (1932–2022), deutscher Chemiker, Hochschullehrer und Politiker (SPD), MdL, MdB
- Teichmann, Carl (1838–1900), deutscher Ingenieur und Hochschullehrer
- Teichmann, Christian Wilhelm von (1747–1816), preußischer Rittmeister und Landrat
- Teichmann, Christoph (* 1964), deutscher Jurist
- Teichmann, Christopher (* 1995), Schweizer Fußballspieler
- Teichmann, Doris (* 1933), deutsche Slawistin
- Teichmann, Edith (1921–2018), deutsche Schauspielerin, Hörspiel- und SynchronsprecherinEdith Teichmann (1921–2018)

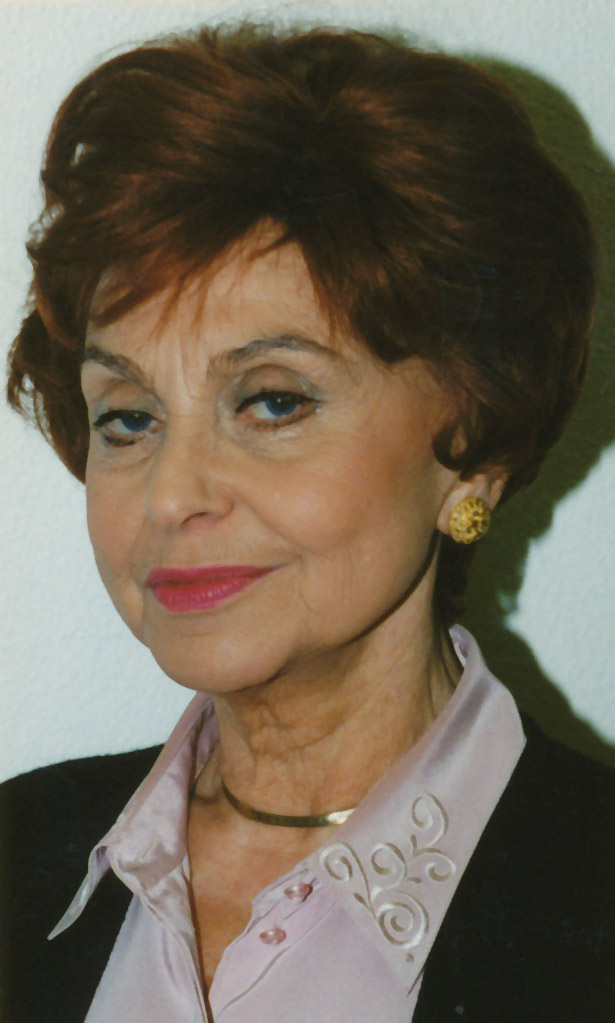
Edith Teichmann (1921–2018)

- Teichmann, Erich (* 1882), deutscher Verwaltungsjurist und Regierungspräsident
- Teichmann, Ernst (1869–1919), deutscher evangelischer Theologe, Zoologe und Tropenmediziner
- Teichmann, Ernst (1906–1983), deutscher Theologe
- Teichmann, Fabian (* 1992), deutscher Autor, Rechtsanwalt und Notar
- Teichmann, Friedrich (1783–1863), deutscher Autor, Agrarwissenschaftler und Gründer der Sparkasse Liebertwolkwitz
- Teichmann, Gisela (1919–2000), deutsche Medizinerin (Kardiologie) und Hochschullehrerin
- Teichmann, Grant (* 1996), deutsch-US-amerikanischer Basketballspieler
- Teichmann, Hanns (1929–2017), deutscher Bauingenieur und Hochschullehrer für Siedlungswasserwirtschaft und Abfalltechnik
- Teichmann, Helfried (* 1935), deutscher Psychologe, Hochschullehrer und Psychotherapeut
- Teichmann, Helga (* 1927), deutsche Fotografin
- Teichmann, Helmut (* 1959), deutscher Verwaltungsjurist, Staatssekretär
- Teichmann, Hermann († 1916), deutscher Politiker (NLP) und Unternehmer
- Teichmann, Horst (1904–1983), deutscher Physiker und Hochschullehrer
- Teichmann, Ivo (* 1967), deutscher Politiker (Bündnis Deutschland, zuvor SPD, AfD), MdL
- Teichmann, Ivonne (* 1977), deutsche Mittelstreckenläuferin
- Teichmann, Jil (* 1997), Schweizer TennisspielerinJil Teichmann (* 1997)

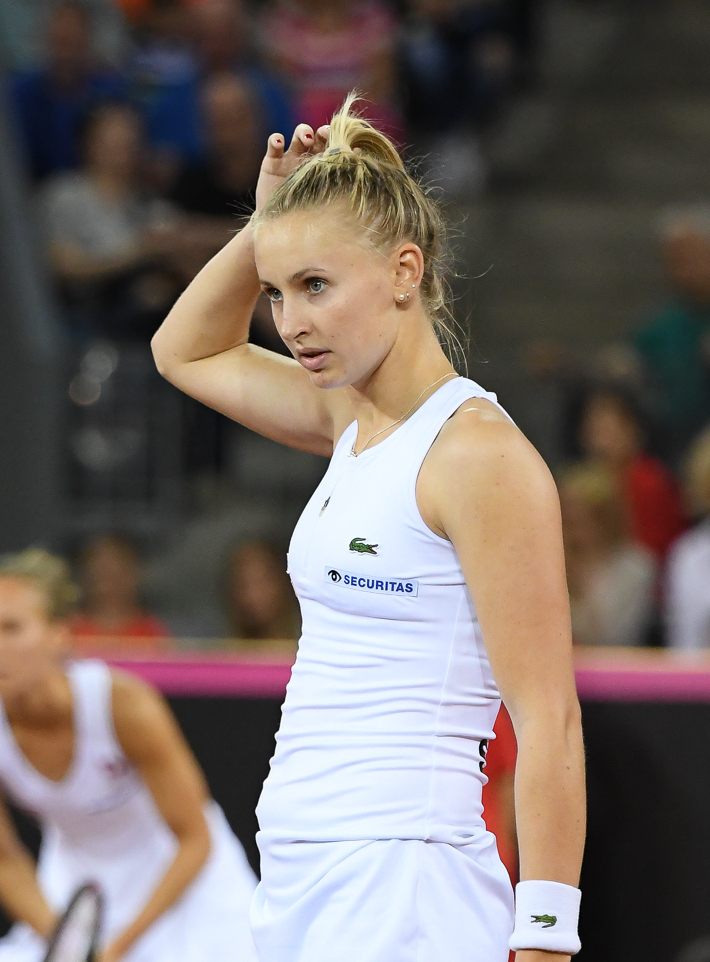
Jil Teichmann (* 1997)

- Teichmann, Johann Ernst (1694–1746), evangelischer Pfarrer, Historiker
- Teichmann, Johanna (* 1981), deutsche Filmproduzentin
- Teichmann, Jona (* 1963), deutsche Journalistin
- Teichmann, Josef (* 1972), österreichischer Finanzmathematiker
- Teichmann, Jürgen (* 1941), deutscher Wissenschaftshistoriker, Physiker, Physikdidaktiker und Museumspädagoge
- Teichmann, Karl von (1862–1936), württembergischer Generalleutnant
- Teichmann, Klaus (* 1954), deutscher Fußballspieler
- Teichmann, Lars (* 1980), deutscher Maler
- Teichmann, Lucius (1905–1996), deutscher Franziskaner, Historiker und Ordensoberer
- Teichmann, Ludwig (1909–1947), deutscher SS-Obersturmbannführer
- Teichmann, Luis (* 1996), deutscher Rettungssanitäter, Autor und Webvideoproduzent
- Teichmann, Richard (1868–1925), deutscher Schachmeister
- Teichmann, Robert (1867–1942), deutscher Jurist und Reichsgerichtsrat
- Teichmann, Roland (* 1970), österreichischer Jurist, Direktor des Österreichischen Filminstituts
- Teichmann, Sarah (* 1975), deutsche Biologin und Bioinformatikerin
- Teichmann, Théodore (1788–1867), belgischer Politiker
- Teichmann, Thomas (* 1957), deutscher Fußballspieler
- Teichmann, Werner (1917–2007), deutscher Mediziner (Gastroenterologie) und Hochschullehrer
- Teichmann, Willi (1916–1979), deutscher Filmproduktionsleiter bei der DEFA
- Teichmann, Wolfgang (* 1941), deutscher Chirurg
- Teichmeyer, Hermann Friedrich (1685–1744), deutscher Mediziner
- Teichmüller, Anna (1861–1940), deutsche Komponistin und Pianistin
- Teichmüller, Ernst (1824–1908), deutscher Generalsuperintendent und Hofprediger
- Teichmüller, Frank (* 1943), deutscher Jurist und Gewerkschafter
- Teichmüller, Gustav (1832–1888), deutscher Philosoph und Schriftsteller
- Teichmüller, Gustav (1862–1919), deutscher Architekt und anhaltischer Baubeamter
- Teichmüller, Ilka (* 1970), deutsche Schauspielerin und Synchronsprecherin
- Teichmüller, Ingrid (* 1946), deutsche Juristin und Richterin
- Teichmüller, Joachim (1866–1938), deutscher Elektroingenieur, Hochschullehrer an der Technischen Hochschule Karlsruhe und Begründer des dortigen Lichttechnischen Instituts
- Teichmüller, Marlies (1914–2000), deutsche Geologin
- Teichmüller, Oswald (1913–1943), deutscher Mathematiker
- Teichmüller, Robert (1863–1939), deutscher Pianist und Hochschullehrer
- Teichmüller, Rolf (1904–1983), deutscher Geologe
- Teichner, Felix (* 1966), deutscher Provinzialrömischer Archäologe und Hochschullehrer
- Teichner, Felix (* 1991), deutscher Politiker (AfD)
- Teichner, Peter (* 1963), slowakischer Mathematiker
- Teichova, Alice (1920–2015), britische Wirtschaftshistorikerin
- Teichreber, Ekkehard (* 1948), deutscher Radrennfahrer
- Teichs, Adolf (1812–1860), deutscher Historien- und Genremaler sowie Radierer und Lithograf der Düsseldorfer Schule
- Teichs, Alf (1904–1992), deutscher Filmproduzent
- Teichtal, Yehuda (* 1972), US-amerikanischer orthodoxer Rabbiner der Bewegung Chabad-Lubawitsch
- Teichtmeister, Florian (* 1979), österreichischer SchauspielerFlorian Teichtmeister (* 1979)

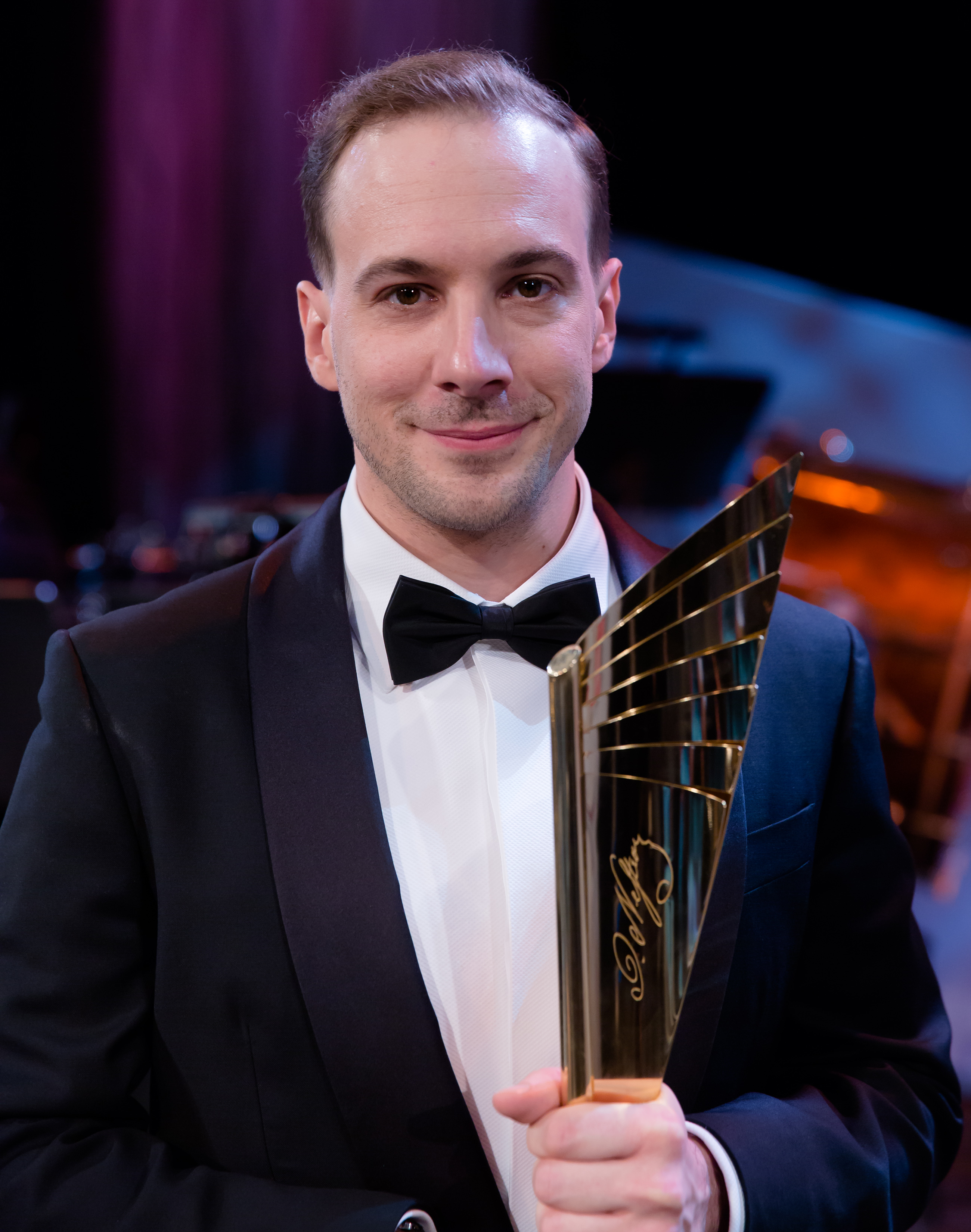
Florian Teichtmeister (* 1979)

- Teichtweier, Georg (1913–1993), deutscher römisch-katholischer Theologe
- Teicke, Bernhard (* 1966), deutscher Brigadegeneral der Luftwaffe
- Teicke, Julian (* 1986), deutscher Unternehmer
- Teicke, Justus (* 1960), deutscher Wasserbauingenieur

### Teie
- Teien, Inger (* 1937), norwegische Schauspielerin

### Teig
- Teigan, Henry (1881–1941), US-amerikanischer Politiker
- Teige, Elisabeth (* 1980), norwegische Opernsängerin (Sopran)
- Teige, Karel (1900–1951), tschechischer Kritiker, Kunsttheoretiker, Publizist, Künstler und Übersetzer
- Teige, Lisa (* 1998), norwegische Schauspielerin und Tänzerin
- Teige, Trude (* 1960), norwegische Schriftstellerin und Journalistin
- Teigen, Chrissy (* 1985), US-amerikanisches Model und Buchautorin
- Teigen, Jahn (1949–2020), norwegischer Sänger und Musiker
- Teigky, Bernd (* 1952), deutscher Fußballspieler
- Teigl, Georg (* 1991), österreichischer Fußballspieler
- Teigler, Rolf (* 1957), deutscher Regisseur, Produzent, Autor, Filmeditor und Tonmeister

### Teii
- Teiichi, Okano (1878–1941), japanischer Komponist

### Teij
- Teijsmann, Johannes Elias (1808–1882), niederländischer Botaniker
- Teijsse, Yordi (* 1992), niederländischer Fußballspieler

### Teik
- Teike, Carl (1864–1922), deutscher Militärmusiker und Komponist
- Teiken, Lana (* 2003), deutsche Handballspielerin
- Teikeu, Adolphe (* 1990), kamerunischer Fußballspieler
- Teikmanis, Andris (* 1959), lettischer Diplomat und Jurist

### Teil
- Teilhard de Chardin, Pierre (1881–1955), französischer Jesuit, Theologe, Philosoph, Anthropologe, Geologe und PaläontologePierre Teilhard de Chardin (1881–1955)

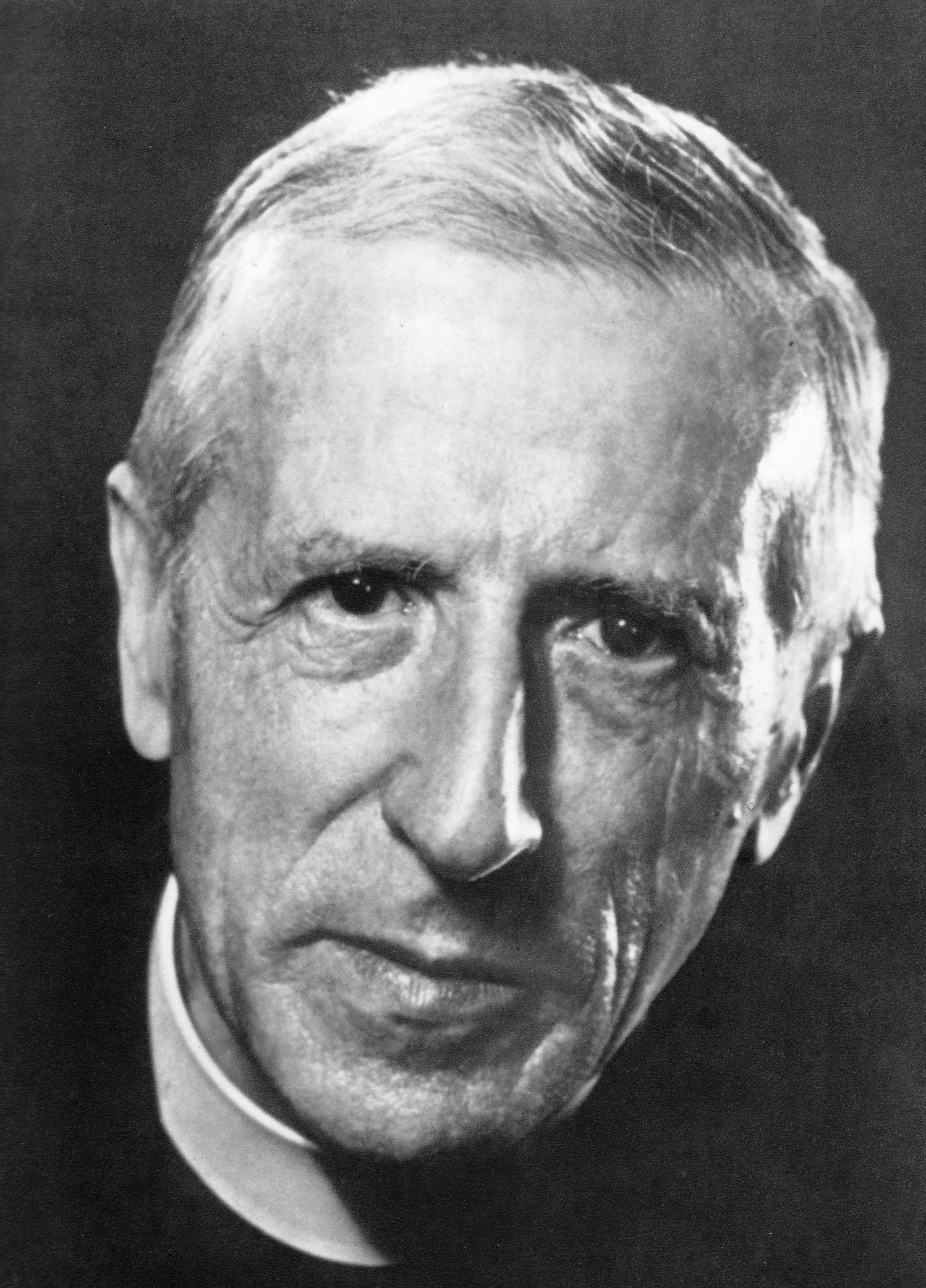
Pierre Teilhard de Chardin (1881–1955)

- Teillard, Ania (1889–1978), deutsche Schriftstellerin und Graphologin
- Teillaud, Monique (* 1961), französische Mathematikerin und Informatikerin
- Teillet, Roger (1912–2002), kanadischer Politiker
- Teilmans, Ewa, deutsche Schauspielerin, Theater- und Opernregisseurin, Autorin, Übersetzerin
- Teilo, Andrew, walisischer Schauspieler

### Teim
- Teiman, Eduard, estnischer Fußballspieler
- Teimei (1884–1951), Gemahlin des japanischen Taishō TennōTeimei (1884–1951)

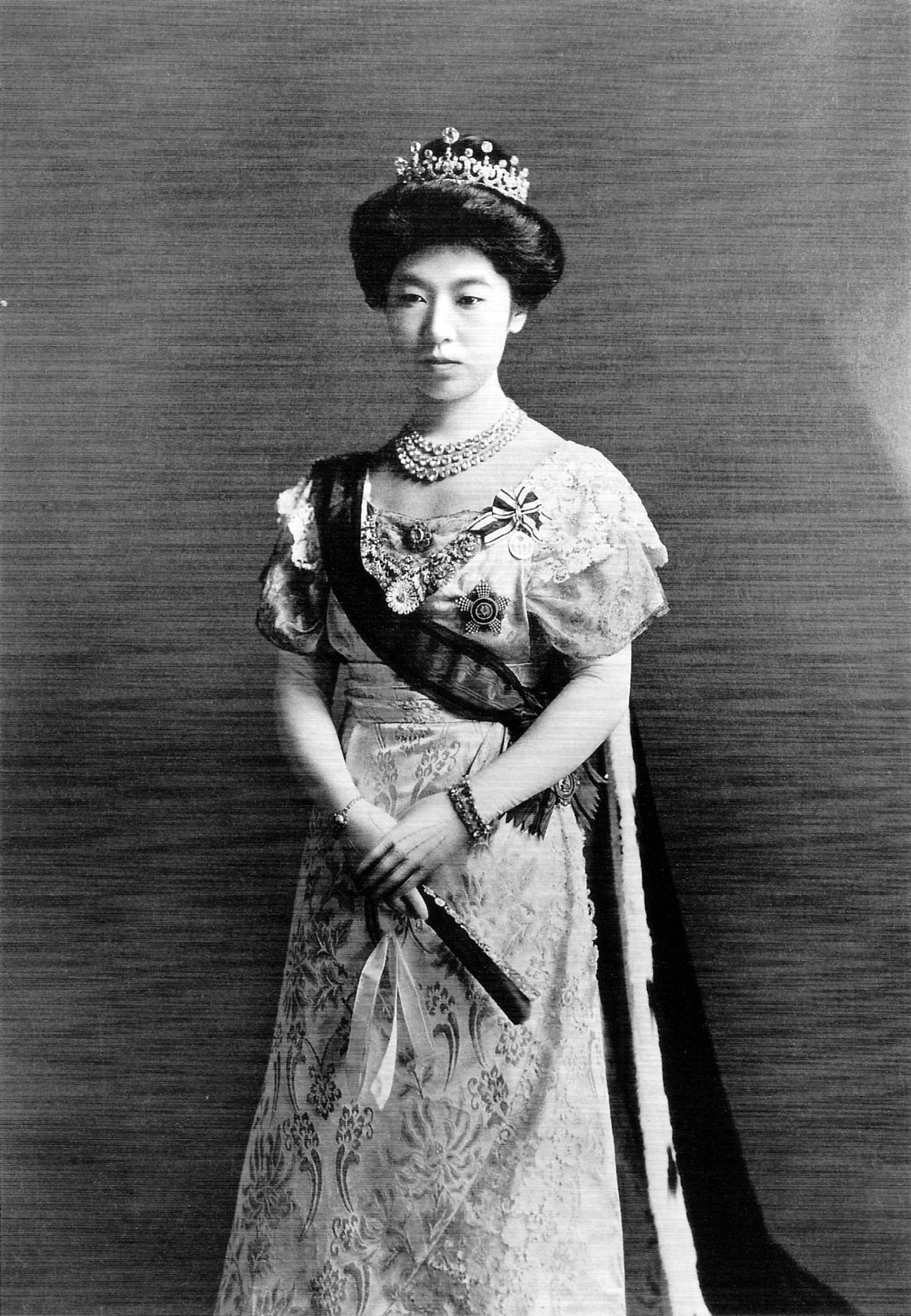
Teimei (1884–1951)

- Teimer von Wildau, Martin (1778–1838), österreichischer Freiheitskämpfer
- Teimet, Sylvester Kimeli (* 1984), kenianischer Marathonläufer
- Teimuras II. (1680–1762), georgischer König
- Teimurasowa, Ilona (* 1977), deutsche Konzertpianistin und Musikpädagogin

### Tein
- Tein, Tanel (* 1978), estnischer Basketballspieler
- Teinert, Christoph (* 1980), deutscher Fußballspieler
- Teinitzer, Alfred (1929–2021), österreichischer Fußballspieler

### Teip
- Teipel, Alfons (1931–2023), deutscher Flottillenadmiral (Marine der Bundeswehr)
- Teipel, Christine (1621–1630), deutsche Frau, als Hexe hingerichtet
- Teipel, Dieter (* 1947), deutscher Sportpsychologe, Hochschullehrer
- Teipel, Heinrich (1885–1945), deutscher Politiker (NSDAP), MdR, Tierarzt und SA-Führer
- Teipel, Heinrich, deutscher Journalist
- Teipel, Jürgen (* 1961), deutscher Journalist und AutorJürgen Teipel (* 1961)

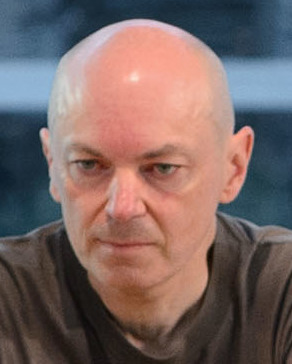
Jürgen Teipel (* 1961)

- Teipel, Norbert (* 1951), deutscher Weitspringer
- Teipelke, Ilse (* 1946), deutsche Objektkünstlerin

### Teir
- Teir, Barbro (* 1963), finnlandschwedische Journalistin und Verlegerin
- Teir, Philip (* 1980), finnlandschwedischer Journalist und Autor
- Teirich, Hildebrand Richard (* 1907), österreichischer Mediziner, Arzt, Neurologe und Psychotherapeut
- Teirich, Valentin (1844–1876), österreichischer Architekt und Kunstschriftsteller
- Teirich-Leube, Hede (1903–1979), deutsche Ärztin
- Teirlinck, Herman (1879–1967), belgischer Romanschriftsteller, Dramatiker und Dichter
- Teirlinck, Willy (* 1948), belgischer Radrennfahrer

### Teis
- Teiser, Michael (* 1951), deutscher Politiker (CDU), MdBB, MdB
- Teišerskytė, Dalia (1944–2023), litauische Politikerin und Journalistin
- Teisias, böotischer Töpfer
- Teisias, griechischer Töpfer
- Teisias aus Syrakus, griechischer Redner
- Teising, Martin (* 1951), deutscher Psychiater und Psychoanalytiker
- Teispes, zweiter Achämenidenkönig
- Teisseire, Lucien (1919–2007), französischer Radrennfahrer und Sportfunktionär
- Teisseire, Luis (1883–1960), argentinischer Tangokomponist und -dichter, Flötist und Bandleader
- Teisserenc de Bort, Léon-Philippe (1855–1913), französischer Meteorologe und der Entdecker der Stratosphäre
- Teisserenc de Bort, Pierre Edmond (1814–1892), französischer Politiker
- Teisserenc, Mariette (* 1940), französische Malerin, bildende Künstlerin und Grafikerin
- Teisseyre, Wawrzyniec (1860–1939), polnischer Geologe
- Teissier, Bernard (* 1945), französischer Mathematiker
- Teissier, Elizabeth (* 1938), schweizerisch-französische AstrologinElizabeth Teissier (* 1938)

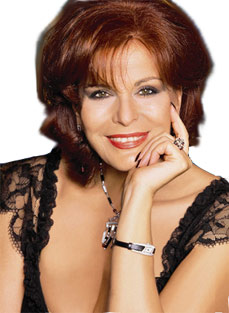
Elizabeth Teissier (* 1938)

- Teissier, Guy (* 1945), französischer Politiker, Mitglied der Nationalversammlung
- Teissier, Henri (1929–2020), französischer Geistlicher, römisch-katholischer Erzbischof von Algier
- Teissier, Léon (1883–1981), französischer Okzitanist und Dichter okzitanischer Sprache
- Teissl, Christian (* 1979), österreichischer Schriftsteller
- Teissl, Verena (* 1965), österreichische Literaturwissenschaftlerin und Hochschullehrerin
- Teiste, Hans, norwegischer Bischof
- Teistler, Hermann (1867–1937), sozialistischer Publizist und Verleger in Berlin

### Teit
- Teit, James (1864–1922), britisch-kanadischer Ethnologe, Fotograf und Fremdenführer
- Teitel, Amy Shira (* 1986), kanadisch-US-amerikanische populärwissenschaftliche Schriftstellerin und Journalistin
- Teitel, Jakob (* 1972), US-amerikanisch-israelischer IT-Techniker und Terrorist
- Teitelbaum, Aaron (* 1947), US-amerikanischer Oberrabbiner der Satmar-Gemeinde in Kiryas Joel, New York
- Teitelbaum, Al (1915–2011), US-amerikanischer Kürschner
- Teitelbaum, Chananja Jom Tow Lipa (1838–1904), chassidischer Oberrabbiner von Sziget (1883–1904)
- Teitelbaum, Jekusiel Jehuda (1808–1883), chassidischer Oberrabbiner von Stropkov (1833–1841) und Sziget (1858–1883)
- Teitelbaum, Jeremy (* 1959), US-amerikanischer Mathematiker
- Teitelbaum, Joel (1887–1979), RebbeJoel Teitelbaum (1887–1979)

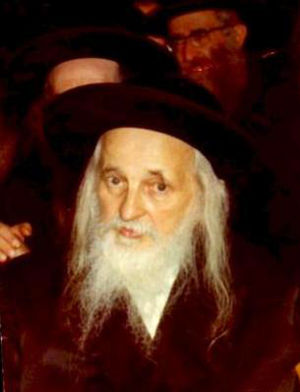
Joel Teitelbaum (1887–1979)

- Teitelbaum, Mosche (1759–1841), chassidischer Rabbi in Ungarn
- Teitelbaum, Moshe (1914–2006), rumänisch-amerikanischer chassidischer Rabbiner
- Teitelbaum, Natanel, israelisch-deutscher Rabbiner
- Teitelbaum, Richard (1939–2020), US-amerikanischer Komponist und Improvisationsmusiker
- Teitelbaum, Rubin (1907–1941), estnischer Gewichtheber
- Teitelbaum, Ruth (1924–1986), US-amerikanische Informatikerin und eine der Programmiererinnen des ENIAC-Computers
- Teitelbaum, Sara (1910–1941), estnische Leichtathletin
- Teitelbaum, Steven L. (* 1938), US-amerikanischer Pathologe
- Teitelboim, Volodia (1916–2008), chilenischer Schriftsteller
- Teitge, Friedrich (1899–1976), deutscher Schauspieler bei Film und Bühne sowie ein Theaterregisseur
- Teitge, Hans-Erich (1926–2000), deutscher Bibliothekar und Handschriftenforscher
- Teitge, Heinrich (1900–1974), deutscher Mediziner, SS-Arzt und Hochschullehrer
- Teitge, Heinz H. (* 1940), deutscher Jazz-Trompeter und Ingenieur
- Teitgen, Pierre-Henri (1908–1997), französischer Jurist, Professor und Politiker, MdEP
- Teitscheid, Viktor (1885–1953), deutscher Politiker (Zentrum), MdL
- Teitur Örn Einarsson (* 1998), isländischer Handballspieler
- Teitur Þórðarson (* 1952), isländischer Fußballspieler und -trainer
- Teitzel, Helmut (* 1934), deutscher Gewerkschaftsfunktionär

### Teiv
- Teivonen, David (1889–1937), finnischer Kunstturner

### Teix
- Teixeira de Mesquita, André (1918–2009), brasilianischer Diplomat
- Teixeira dos Santos, Fernando (* 1951), portugiesischer Politiker und Finanzminister Portugals
- Teixeira Gomes, Manuel (1860–1941), portugiesischer Politiker der Ersten Portugiesischen Republik
- Teixeira Pinto, Elsa, Politikerin in Sao Tome und Principe
- Teixeira Vieira, Walfrido (1921–2001), brasilianischer Geistlicher, römisch-katholischer Bischof von Sobral
- Teixeira, Abner (* 1996), brasilianischer Boxer
- Teixeira, Abraham Senior († 1666), portugiesischer Bankier, Finanzier und Kaufmann
- Teixeira, Adelino (* 1954), portugiesischer Radrennfahrer
- Teixeira, Adriano (* 1973), brasilianischer Fußballspieler
- Teixeira, Alex (* 1990), brasilianischer Fußballspieler
- Teixeira, Aloísio (1944–2012), brasilianischer Ökonom
- Teixeira, Anabela (* 1973), portugiesische Schauspielerin
- Teixeira, António (* 1707), portugiesischer Komponist und Cembalist
- Teixeira, Anya (1913–1992), britische Fotografin und Fotojournalistin ukrainischer Herkunft
- Teixeira, Augustinho (* 2005), brasilianischer Snowboarder
- Teixeira, Bryan (* 2000), kap-verdischer Fußballspieler
- Teixeira, Constantino († 1988), guinea-bissauischer Widerstandskämpfer, Militär und Politiker der PAIGC; Premierminister von Guinea-Bissau (1978)
- Teixeira, Daniel (* 1968), brasilianischer Fußballspieler
- Teixeira, Dante Martins (* 1957), brasilianischer Ornithologe und Ethnozoologe
- Teixeira, Dimas (* 1969), portugiesischer Fußballspieler
- Teixeira, Dionatan (1992–2017), brasilianisch-slowakischer Fußballspieler
- Teixeira, Filipe (* 1980), portugiesischer Fußballspieler
- Teixeira, Francisco Nunes (1910–1999), portugiesischer römisch-katholischer Geistlicher, Bischof von Quelimane
- Teixeira, Hermínia (* 2003), são-toméische Kanutin
- Teixeira, Humberlito Borges (* 1980), brasilianischer Fußballnationalspieler
- Teixeira, Humberto (1915–1979), brasilianischer Musiker und Komponist
- Teixeira, Inácia, osttimoresische Politikerin
- Teixeira, Izabella (* 1961), brasilianische Politikerin und ehemalige Umweltministerin
- Teixeira, Jack (* 2001), US-amerikanischer Luftwaffensoldat, als Spion verurteilt
- Teixeira, João (* 1994), portugiesischer Fußballspieler
- Teixeira, João Carlos (* 1993), portugiesischer Fußballspieler
- Teixeira, Joedison (* 1994), brasilianischer Boxer
- Teixeira, Jorge (* 1986), portugiesischer Fußballspieler
- Teixeira, José (* 1964), osttimoresischer Politiker
- Teixeira, José Valmor César (* 1953), brasilianischer Salesianer Don Boscos und römisch-katholischer Bischof von São José dos Campos
- Teixeira, Judite (1880–1959), portugiesische Dichterin und Schriftstellerin
- Teixeira, Luís (* 1953), portugiesischer Radrennfahrer
- Teixeira, Maria de Lourdes Braga de Sá (1907–1984), portugiesische Pilotin
- Teixeira, Mark (* 1980), US-amerikanischer Baseballspieler
- Teixeira, Marlon (* 1991), brasilianisches Model
- Teixeira, Maxime (* 1989), französischer Tennisspieler
- Teixeira, Nils (* 1990), deutscher FußballspielerNils Teixeira (* 1990)

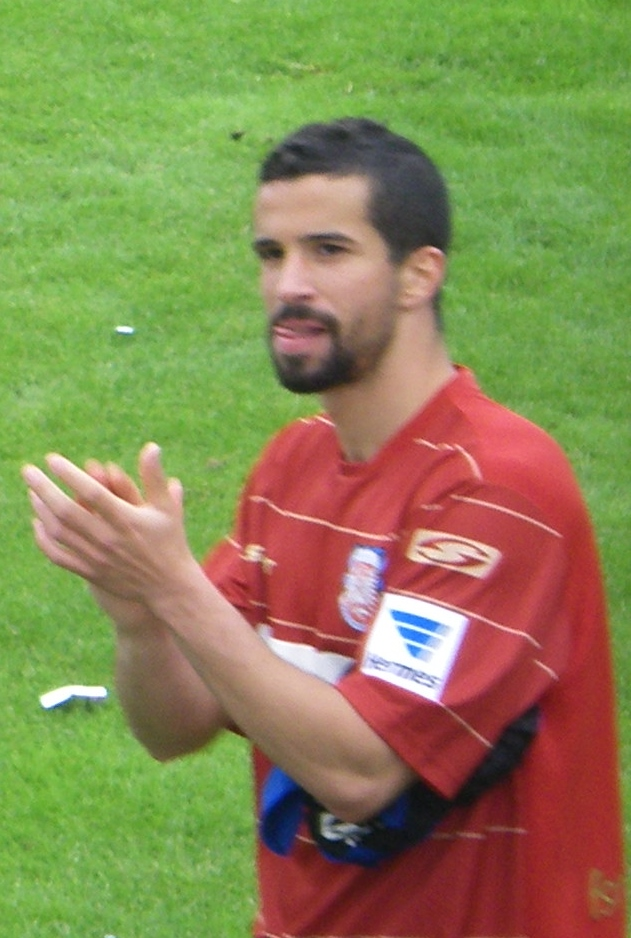
Nils Teixeira (* 1990)

- Teixeira, Nuno (* 1973), portugiesischer Politiker (PSD), MdEP
- Teixeira, Nuno Severiano (* 1957), portugiesischer Historiker und Politiker
- Teixeira, Pablo Felipe (* 1993), brasilianischer Fußballspieler
- Teixeira, Paulo (* 1962), portugiesischer Lyriker
- Teixeira, Pedro, portugiesischer Weltreisender und Historiker
- Teixeira, Pedro († 1641), portugiesischer Amazonasforscher, Bandeirante und Gouverneur in Pará
- Teixeira, Pedro (1857–1925), portugiesischer Mathematiker
- Teixeira, Pedro (* 1998), schweizerisch-portugiesischer Fussballspieler
- Teixeira, Ricardo (* 1947), brasilianischer Fußballfunktionär; 18. Präsident der Confederação Brasileira de Futebol
- Teixeira, Ricardo (* 1982), portugiesisch-angolanischer Automobilrennfahrer
- Teixeira, Rodrigo (* 1973), brasilianischer Filmproduzent
- Teixeira, Tony, südafrikanischer Geschäftsmann und Motorsportfunktionär portugiesischer Herkunft
- Teixeira, Tristão Vaz († 1480), portugiesischer Entdecker
- Teixeira, Virgílio (1917–2010), portugiesischer Schauspieler
- Teixeira-Rebelo, Telmo (* 1988), deutsch-portugiesischer Fußballspieler
- Teixidor, Domènec († 1737), katalanischer Organist, Kapellmeister und Komponist
- Teixidor, Emili (1932–2012), katalanischer Schriftsteller und Pädagoge
- Teixidor, Jaime (1884–1957), katalanisch-spanischer Musiker, Dirigent, Verleger und Komponist